# Adolf Kreuzmann
Adolf Kreuzmann (11. října 1855 Praha – 28. ledna 1939 tamtéž) byl český divadelní herec, operní a operetní pěvec, významná postava rozvoje českého divadla v Plzni. Od roku 1885 působil jako herec v souboru vedeného Vendelínem Budilem v Městském divadle v Plzni, kde stále působil až do roku 1932. Byl zakladatelem úspěšného hereckého rodu Kreuzmannů.

## Život

### Mládí
Narodil se v Praze, vyučil se truhlářem. Po návštěvě představení v divadelní aréně Na hradbách se nadchl pro divadlo a začal hrát s pražskými ochotníky. Díky profesoru Otakaru Hejnicovi a řediteli Prozatímního divadla Edmundu Chvalovskému byl přijat jako člen kočovné herecké společnosti Václava Brauna, tou dobou působící v Českých Budějovicích. Zde hrál např. po boku Josefa Horníka, syna J. K. Tyla. Po několika letech byl roku 1882 přijat do herecké společnosti Pavla Švandy ze Semčic, kde se profesně vypracoval. Účinkoval v představeních režiséra Josefa Šmahy, jeho hereckým kolegou byl např. Eduard Vojan.

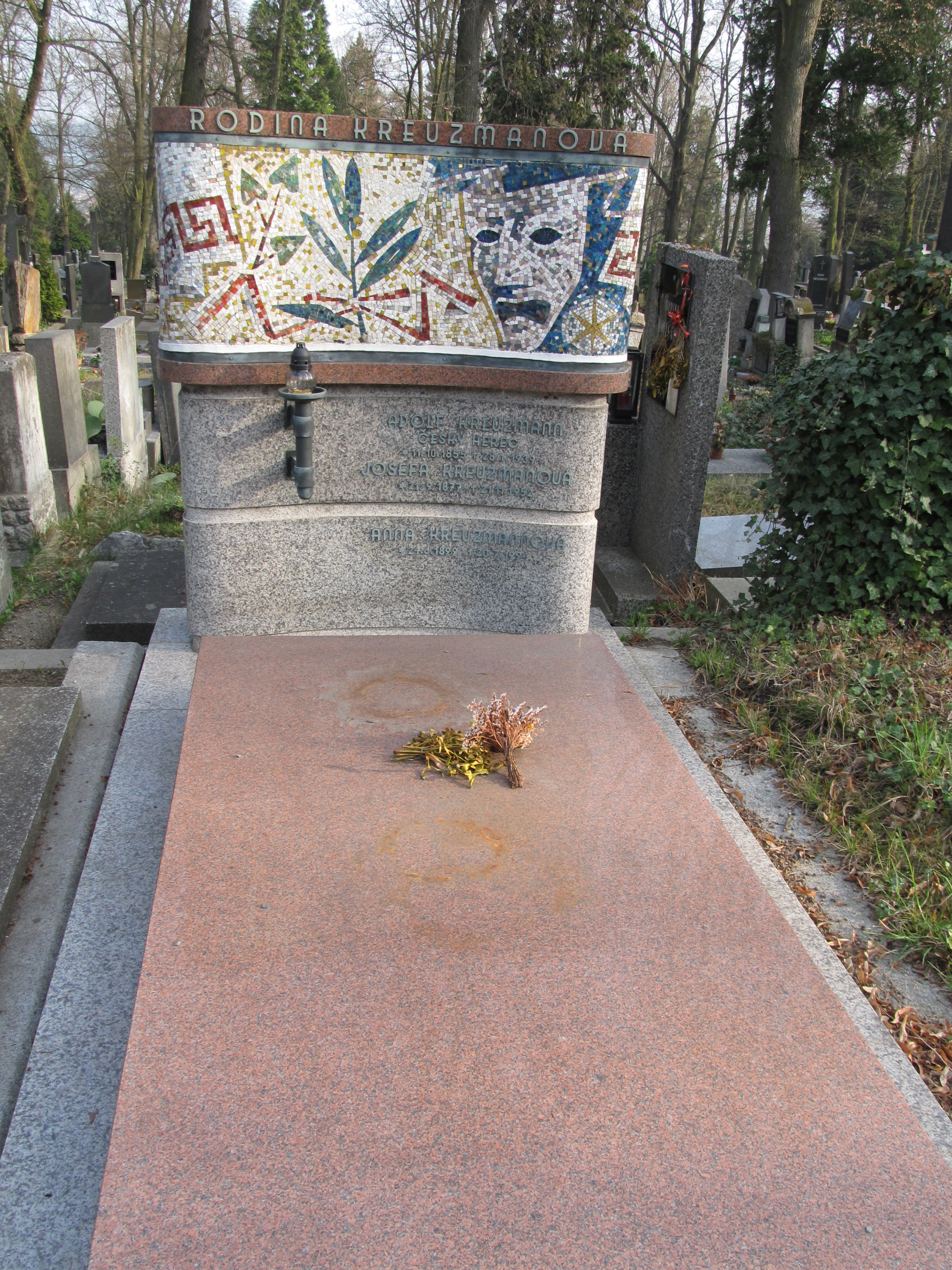
Hrob rodiny Kreuzmannů na plzeňském Ústředním hřbitově

### Městské divadlo v Plzni
Po hostování v roli Jaga v Othellovi přijal roku 1885 nabídku stálého angažmá režiséra Vendelína Budila a stal členem souboru Městského divadla v Plzni, sídlící v nově postavené divadelní budově. Zde byl angažován jako aktivní herec do roku 1932, následně odešel do důchodu. Byl jedním z nejzkušenějších herců souboru, během svého působení zde vytvořil stovky komických i tragických rolí, včetně řady titulních.
Jednou z jeho posledních příležitostných divadelních vystoupení zde bylo v nastudování Jiráskovy Lucerny u příležitosti jeho osmdesátin roku 1935.

### Úmrtí
Adolf Kreuzmann zemřel 28. ledna 1939 v Praze ve věku 83 let. Pohřben byl v rodinné hrobce na Ústředním hřbitově v Plzni.

### Rodinný život
Se svou manželkou Josefou počali několik dětí. Syn František Kreuzmann a dcera Anna Kreuzmannová se rovněž stali herci, Anna je pohřbena se svými rodiči v Plzni.